# Nathan Missia-Dio
Nathan Missia-Dio (17 november 2004) is een Belgisch basketballer.

## Carrière
Missia-Dio speelde in de jeugd van de Franse club Limoges CSP. In 2021 tekende hij bij de Amerikaanse competitie Elite Overtime. Hij speelde het eerste seizoen voor Team Overtime. In zijn tweede seizoen speelde hij voor alle drie de ploegen: Cold Hearts, YNG Dreamerz en City Reapers. In oktober 2023 speelde hij kort voor Maccabi Ra'anana uit Israël. In zijn derde seizoen in Overtime Elite speelde hij voor Real Wild Energy maar miste het grootste deel van het seizoen door een blessure.
Hij tekende in november 2024 bij de Franse tweedeklasser ADA Blois Basket als vervanger van de geblesseerde Lucas Ugolin. In maart 2025 tekende hij bij de Belgische eersteklasser Limburg United.

### Nationale ploeg
Missia-Dio werd een eerste keer opgeroepen voor de nationale ploeg in 2021 op 16-jarige leeftijd voor een stage in Japan. In 2024 werd hij opnieuw opgeroepen.